# Il potere del cane (film)
Il potere del cane (The Power of the Dog) è un film del 2021 scritto, diretto e co-prodotto da Jane Campion.
La pellicola è l'adattamento cinematografico dell'omonimo romanzo del 1967 di Thomas Savage, è interpretato da Benedict Cumberbatch, Kirsten Dunst, Jesse Plemons e Kodi Smit-McPhee. È stato presentato in concorso alla 78ª Mostra internazionale d'arte cinematografica di Venezia, dove la regista è stata premiata con il Leone d'argento - Premio speciale per la regia. La Campion ha bissato il successo anche a Hollywood vincendo l'Oscar per la regia 2022.

## Trama
Nel 1925, in Montana, i fratelli Phil e George Burbank, ricchi proprietari di un ranch, sono impegnati nella transumanza. Fermatisi in un piccolo paesino, i due fanno la conoscenza della locandiera Rose Gordon, vedova. Il gentile George viene subito conquistato da Rose, mentre il pericoloso Phil, influenzato nei suoi comportamenti dal loro defunto mentore "Bronco" Henry, prende in giro il figlio di Rose, Peter, per le sue maniere effeminate.
George e Rose si sposano. Rose usa i soldi del marito per mandare Peter all'università a studiare medicina e chirurgia, mentre lei si trasferisce nella casa dei Burbank. Mentre Phil la prende in antipatia, credendo che abbia sposato George solo per i suoi soldi, Rose a sua volta mal sopporta le sue maniere grezze e il suo atteggiamento provocatorio. George organizza una cena con i suoi genitori e il governatore, per presentare loro Rose e chiede alla moglie di suonare con il pianoforte che le ha appena regalato. Rose non sa suonare più di qualche nota della Marcia di Radetzky di Strauss e viene umiliata più volte da Phil, che prende a fischiettare il motivetto ogni volta che si trovano vicini. Quando gli ospiti se ne vanno, Rose beve un sorso di alcool, cosa che non accettava di fare fino ad allora.
Durante l'estate Peter torna per le vacanze e si stabilisce al ranch, dove Rose ormai ha sviluppato una dipendenza dall'alcool. Phil e i suoi uomini deridono Peter e quest'ultimo si rinchiude nella propria stanza a dissezionare animali e a studiare medicina. In una radura isolata, Phil si masturba con il fazzoletto di Bronco Henry. Peter entra nella radura e trova delle riviste di uomini nudi, con il nome di Bronco Henry scritto sopra. Peter osserva Phil che nuota in uno stagno con il fazzoletto attorno al collo: Phil lo nota e lo fa scappare inseguendolo. Phil però inizia a mostrarsi più gentile con Peter, offrendosi di intrecciare un lazo per lui e di insegnargli a cavalcare.
Peter un giorno cavalca da solo e trova una mucca morta, probabilmente a causa di un'infezione da antrace: il ragazzo indossa i guanti e taglia pezzi della pelle della mucca. Durante un lavoro, Peter e Phil catturano e uccidono un coniglio e Phil si procura una ferita sulla mano. Lo stesso pomeriggio Peter racconta a Phil di essere stato lui a trovare il corpo di suo padre, che si era impiccato, e di averlo rimosso dal cappio lui stesso. Vedendo quanto tempo suo figlio sta passando con Phil, l'alcolismo di Rose peggiora: dopo essere venuta a conoscenza dell'abitudine di Phil di bruciare il cuoio che gli avanza, Rose lo dà in modo provocatorio a mercanti nativi americani, che la ringraziano con un paio di guanti. Poi crolla a causa dell'alcool consumato e George si prende cura di lei.
Senza più cuoio per finire il lazo di Peter, Phil è scoraggiato e cerca di sfogarsi su Rose, venendo fermato da George. Peter lo calma offrendogli il cuoio che ha preso dalla mucca morta, ma non dice a Phil che l'animale era malato. Phil si commuove e promette a Peter che avranno un rapporto migliore d'ora in avanti: i due passano la notte nella stalla finendo la corda del lazo e Phil racconta a Peter la storia di quando Bronco Henry gli salvò la vita, scaldandolo corpo a corpo durante una gelata. Peter gli chiede se erano nudi, ma non ottiene risposta, poi gli offre in modo seduttivo una sigaretta. Quando Phil non si presenta a colazione, la mattina successiva, George lo trova a letto malato e nota come la sua ferita si sia infettata. Phil è delirante e cerca Peter per consegnargli il lazo finito, ma George lo porta dal dottore prima che possa consegnarglielo.
Phil muore, e durante il funerale la madre dei due fratelli consegna a Rose una manciata di anelli d'oro. Più tardi il dottore dice a George che Phil è molto probabilmente morto per l'antrace, il che sconcerta il fratello, che sapeva come Phil fosse sempre attento ad evitare il bestiame malato. Peter, che non è andato al funerale, apre un libro di preghiere per i riti funebri e legge il salmo 22:20:
Più tardi mette il lazo sotto il letto, maneggiandolo con i guanti. Dalla finestra vede George e Rose, ora sobria, che ritornano dal funerale abbracciati, per poi baciarsi. Il ragazzo si volta e sorride.

## Produzione
Il progetto è originato dal produttore Roger Frappier, che aveva acquisito i diritti del romanzo nel 2012, ma non è entrato in produzione finché Campion non ha accettato di scriverne e dirigerne l'adattamento nel 2019. Paul Dano avrebbe dovuto interpretare George Burbank, ma è stato sostituito da Plemons a causa di tempistiche in conflitto con le sue riprese in The Batman. Elisabeth Moss ha dovuto cedere il ruolo di Rose poiché già impegnata sul set di The Handmaid's Tale.
Le riprese del film, svoltesi interamente in Nuova Zelanda, sono cominciate nel gennaio 2020 a Maniototo, nella regione di Otago, spostandosi poi a Dunedin. La lavorazione è stata interrotta a causa dello scoppio della pandemia di COVID-19: Cumberbatch, Dunst e Plemons sono rimasti nel paese per tutta la durata del lockdown, riprendendo poi a girare nel mese di giugno.

## Distribuzione
Il film è stato presentato in anteprima il 1º settembre 2021 in concorso alla 78ª Mostra internazionale d'arte cinematografica di Venezia. Sarà presentato anche al BFI London Film Festival, al Toronto International Film Festival e al New York Film Festival. È stato distribuito a livello globale da Netflix sulla propria piattaforma streaming a partire dal 1º dicembre 2021, previa distribuzione limitata nelle sale cinematografiche statunitensi dal 17 novembre.

## Riconoscimenti
- 2022 - Premi Oscar
  - Miglior regista a Jane Campion
  - Candidatura al miglior film
  - Candidatura alla migliore sceneggiatura non originale a Jane Campion
  - Candidatura al miglior attore protagonista a Benedict Cumberbatch
  - Candidatura al miglior attore non protagonista a Jesse Plemons
  - Candidatura al miglior attore non protagonista a Kodi Smit-McPhee
  - Candidatura alla migliore attrice non protagonista a Kirsten Dunst
  - Candidatura alla migliore scenografia a Grant Major
  - Candidatura alla migliore fotografia ad Ari Wegner
  - Candidatura al miglior montaggio a Peter Sciberras
  - Candidatura al miglior sonoro
  - Candidatura alla migliore colonna sonora a Jonny Greenwood
- 2022 - Golden Globe
  - Miglior film drammatico
  - Miglior regista a Jane Campion
  - Miglior attore non protagonista a Kodi Smit-McPhee
  - Candidatura per il miglior attore in un film drammatico a Benedict Cumberbatch
  - Candidatura per la migliore attrice non protagonista a Kirsten Dunst
  - Candidatura per la migliore sceneggiatura a Jane Campion
  - Candidatura per la migliore colonna sonora originale a Jonny Greenwood
- 2022 - British Academy Film Awards
  - Miglior film
  - Miglior regista a Jane Campion
  - Candidatura per la migliore sceneggiatura non originale a Jane Campion
  - Candidatura per il miglior attore protagonista a Benedict Cumberbatch
  - Candidatura per il miglior attore non protagonista a Jesse Plemons
  - Candidatura per il miglior attore non protagonista a Kodi Smit-McPhee
  - Candidatura per la migliore colonna sonora a Jonny Greenwood
  - Candidatura per la migliore fotografia ad Ari Wegner
- 2022 - Screen Actors Guild Award
  - Candidatura per il miglior attore cinematografico a Benedict Cumberbatch
  - Candidatura per il miglior attore non protagonista cinematografico a Kodi Smit-McPhee
  - Candidatura per la migliore attrice non protagonista cinematografica a Kirsten Dunst
- 2021 - Mostra internazionale d'arte cinematografica
  - Leone d'argento - Premio per la migliore regia a Jane Campion
  - In concorso per il Leone d'oro al miglior film
- 2021 - Los Angeles Film Critics Association
  - Miglior regista a Jane Campion
  - Miglior attore non protagonista a Kodi Smit-McPhee
  - Miglior fotografia ad Ari Wegner